# Vita Willelmi abbatis
La Vita Willelmi abbatis è una delle opere di Rodolfo il Glabro e appartiene al genere agiografico e riguarda la vita del suo maestro Guglielmo da Volpiano che conobbe presso l'abbazia di Saint-Jean-de-Réome (a Moutiers-Saint-Jean), che quest'ultimo aveva riformato. Rodolfo passò una quindicina d’anni al monastero di Saint-Bénigne (1015/1016-1030/1031) di cui Guglielmo era abate e presso cui, molto probabilmente, iniziò a scrivere le Historiae.
La loro amicizia era tale che il Glabro lo seguì in Italia durante uno dei viaggi ivi compiuti da Guglielmo. Nonostante questo stretto rapporto, nella Vita Rodolfo racconta di essersi allontanato a causa del proprio atteggiamento che aveva inorridito l’amico e di essersi rifugiato in un monastero lontano dalla «autorità» del maestro.
Proprio a Cluny redige la Vita, subito dopo la visione, che ebbe in sogno, di Guglielmo stesso che lo esortava a continuare le Historiae: proprio questa apparizione spinse l’autore a realizzare anche l’opera agiografica. Verosimilmente, seguendo una delle ipotesi riguardanti gli spostamenti di Rodolfo, tutto ciò accadde prima della morte di Guglielmo, avvenuta il 1º gennaio del 1031 (Fécamp), e prima che l’autore entrasse a Cluny e cioè a Moutiers-Sainte-Marie.
Si può ricordare che nell’opera storica Rodolfo riferisce, nel quarto libro, di aver già redatto la Vita, il libellum come lo chiama lui.

## Contenuto
Il primo elemento da notare è che gli eventi qui raccontati sono presenti, anche se in maniera più ridotta, nelle Historiae. Anche nella Vita l’autore si premura di sottolineare la propria presenza come testimone a molti episodi.
La struttura dell’opera è ben organizzata in quattordici capitoli, compreso l'incipit, al cui centro c’è un uomo che si mostra, fin da subito, straordinario: la sua stessa nascita è eccezionale, avvenuta durante l’assedio dell’isola di San Giulio nello scontro con la regina Willa, moglie di Berengario II, da parte dell’imperatore Ottone di Sassonia che fu anche padrino, insieme alla moglie, di Guglielmo.
Lucedio è il primo monastero in cui entra come puer oblatus dopo una visione di Maria da parte della madre e fin da subito è ben voluto e accetto; Rodolfo si sofferma anche sulla sua educazione.
Guglielmo entrò a Cluny dopo l’incontro con Maiolo nel 987 e questo monastero fu sempre importante per lui. Ciò è dimostrato anche dal legame che lo unì sempre a Odilone e fu proprio Guglielmo, come racconta Rodolfo, a spingerlo a diventare monaco: nonostante ciò, è anche evidente l’indipendenza del monaco rispetto all’abbazia.
Importantissima è l’attività riformatrice di Guglielmo che, come narra Rodolfo, si sarebbe occupato di quaranta monasteri, anche se nell’opera l’autore ne nomina solo otto, tra cui Bèze, Saint-Bénigne, Fruttuaria (che fu da lui fondata nelle terre paterne) e Fécamp. In relazione anche ma non solo a questo impegno riformatore, il biografo racconta che Guglielmo era anche architetto, interessato alla musica ed educatore: Rodolfo lo esalta come costruttore, ma solo in pochi monasteri, tra cui Saint-Bénigne e Fruttuaria, rimangono tracce che testimoniano un suo intervento.
Ebbe anche relazioni con papa Giovanni XIX che ammonì per simonia, e con l’imperatore Enrico II e il re di Francia Roberto II. In questo caso è importante ricordare una differenza che sussiste tra le due opere di Rodolfo: in quella storica non parla della famiglia di Guglielmo in relazione alla guerra in Borgogna ma, nella Vita, cerca di sottolineare che non era nemico in alcun modo dei due sovrani, anche se Guglielmo era forse imparentato con il re Arduino ed era legato a Otto-Guglielmo, nipote di Berengario II.
Molti elementi della Vita richiamano l’agiografia di stampo cluniacense da cui, sicuramente, Rodolfo è stato influenzato, ma al tempo stesso si allontana proprio per esaltare in maniera personale Guglielmo stesso. A questo si può aggiungere un’altra peculiarità dell’opera, vale a dire la quasi totale assenza dei miracoli, a parte tre o quattro episodi. In realtà, l’influenza di Cluny è molto più forte nella Vita di quanto lo sia nelle Historiae, benché anche su di esse sia rilevante.

## Tradizione manoscritta
Esistono due manoscritti di questa opera che, però, hanno valore molto diverso.
- F: Paris, Bibliothèque Nationale de France, lat. 5390 (circa 1060-1070[28])

È il manoscritto più importante della tradizione. La Vita occupa i ff. 222-230. Un dato che gli studiosi notano è la sua forte vicinanza all’autografo o idiografo, benché si ipotizzi l’esistenza di un manoscritto intermedio.
Proveniva da Fécamp quando ne era abate Giovanni, successore di Guglielmo, ed era verosimilmente una copia di un manoscritto di Digione dove lo stesso Giovanni fu abate tra il 1052 al 1054.
Faceva forse parte delle Homeliae Gregorii, collezione di testi che l'Ordinarium Fiscannense del XIII secolo menziona: tra i testi è citata una «Vita domni Willelmi abbatis Fiscannensis».
- K: Copenhagen, Kongelige Bibliotek, Ny kongelig samling 17 (secolo XVII)

Il testo di Rodolfo è presente ai ff. 3-6v. È ritenuto concordemente una copia di F, motivo per cui non ha importanza nella ricostruzione del testo.

### Edizioni e traduzioni
- G. Andenna (introd.) -D. Tuniz (trad.), Rodolfo il Glabro. Storie dell’anno Mille. I cinque libri delle Storie. Vita dell’abate Guglielmo, Milano, 1981
- M. Arnoux (trad. e comm.), Raoul Glaber: Histories, Turnhout, 1996
- J. Bolland (ed.), AA.SS. Ian. I, Antwerpen, 1643, pp. 58-64 (B)
- N. Bulst (ed.), Rodulfus Glabers Vita domni Willelmi abbatis. Neue Edition nach einer Hanschrift de 11. Jahrhunderts (Paris, Bibl. Nat., lat. 5390), Deutsches Archiv für Erforschung des Mittelalters 30, 1974
- N. Bulst (ed.) -J. France (ed. trans.) -P. Reynolds (trans.), Rodulfi Glabri. Historiarum libri quinque. Rodulfus Glaber. The Five Books of the Histories. Eiusdem auctoris Vita domni Willelmi abbatis. By the Same Author The Life of St William, Oxford, 1989
- G. M. Capuani-D. Tuniz (curr.), Vita di Guglielmo: protagonista dell’anno Mille, Novara, 1989
- G. Cavallo-G. Orlandi (edd.), Rodolfo il Glabro. Le cronache dell’anno mille (Storie), Milano, 1989
- A. Duchesne, Historiae Francorum scriptores coaetani, IV, Paris, 1641, pp. 1-58 (D)
- V. Gazeau-M. Goullet (ed. trad. comm.), Guillaume de Volpiano. Un réformateur en son temps (962-1031). Vita domni Willelmi de Raoul Glaber. Texte, traduction, commentaire, Caen, 2008
- A. Fontana, Rodolfo il Glabro. Storie del mille, Bergamo, 2001
- J. Mabillon, Acta sanctorum Ordinis Sancti Benedicti saec. VI, I, Paris, 1701, pp. 322-334 (M)
- N. H. Menard (ed.), Martyrologium sanctorum ordinis divi Benedicti, Paris, 1629, pp. 161-169 (Me)
- J. T. Pietro (trad. comm.), Raùl Glaber Historias del primer milenio, Madrid, 2004
- P. Pithou, Historiae Francorum ab anno Christi DCCCC ad annum MCCLXXXV, scriptores veteres IX. In quibus: Glaber, Helgaudus (etc) … Ex Bibliotheca P. Pithoei v.cl. nunc primum in lucem dati, Francfort, 1596
- E. Pognon, L’an mille. Oeuvres de Liutprand, Raoul Glaber, Adémar de Chambanners, Adalbéron, Helgau, «Mémoires du passé» VI, Paris, 1947
- M. Prou (ed.), Raoul Glaber: les cinq livres de ses Histories (900-1044), in «Collection de textes pour servir à l’étude et à l’enseignement de l’historie» Paris, 1886
- P. Roverius, Reomans seu Historia monasertii S. Joannis Reomaenins, Paris, 1637, pp. 121-144 (R)
- G. Waitz (ed.), Ex Rodulphi Glabri Historiarum libris VII, in MGM, Scriptores VII 1846, p. 51-72

### Studi
- F. Bertini, Il secolo XI, in Letteratura latina medievale (sec. VI-XV). Un manuale, a cura di C. Leonardi, Firenze 2002, pp. 175-230
- G. M. Cantarella, Appunti su Rodolfo il Glabro, «Aevum» anno 65, fasc. 2 (maggio-agosto), pp. 279-294
- G. M. Cantarella, Una nota su Rodolfo il Glabro, «Reti Medievali Rivista» IX (2008), pp. 2-4
- G. Milanesi, Arti e spazi ordinati del monachesimo occidentale in I castelli della preghiera. Il monachesimo nel pieno medioevo (X-XII) a cura di G. M. Cantarella, Roma 2020, pp. 195-216
- S. Simone, Radulphus Glaber, in La trasmissione dei testi latini del Medioevo. Mediaeval latin texts and their transmission. Te.Tra., 4, a cura di P. Chiesa-L. Castaldi, Firenze 2012, pp. 447-450
- P. Stoppacci, Il secolo senza nome. Cultura, scuola e letteratura latina dell’anno mille e dintorni, Firenze 2020